# 十郷村
十郷村（そごうそん）は、香川県仲多度郡にあった村。

## 歴史
- 1890年2月15日 - 町村制施行に伴い、那珂郡十郷村、佐文村が合併し、十郷村が発足。
- 1899年4月1日 - 那珂郡が多度郡と合併し、仲多度郡となる。
- 1955年4月1日 - 七箇村と合併して仲南村となり消滅。
- 1970年1月1日 - 仲南村が町制施行して仲南町となる。
- 2006年3月20日 - 仲南町が満濃町，琴南町と合併してまんのう町となる。